# Historical Biology
Historical Biology — рецензований науковий журнал з проблем палеобіології. Заснований у 1988 році, публікується видавництвом Taylor & Francis. Відповідальний редактор Gareth J. Dyke (National Oceanography Centre).

## Реферування і індексування
Журнал реферується і індексується наступними базами даних.
- Academic Search Premier
- AGORA
- Biosis
- CIRC
- EMBASE
- Geobase
- OARE
- Science Citation Index
- Scopus

Згідно з висновками Journal Citation Reports, у 2014 році імпакт-фактор журналу становив 1.489.

## Ресурси Інтернету
- Офіційний сайт